# Éva Novák
Pour les articles homonymes, voir Novak et Eva Novak.
Éva Novák-Gerard, née le 8 janvier 1930 à Budapest et morte le 30 juin 2005 à Bruxelles, est une nageuse hongroise naturalisée belge. Elle est la sœur de la nageuse Ilona Novák.

## Palmarès aux Jeux olympiques
C'est sous les couleurs de la Hongrie qu'elle remporte les médailles suivantes :
- Jeux olympiques d'été de 1948 à Londres 
  -  Médaille de bronze sur 200m brasse.
- Jeux olympiques d'été de 1952 à Helsinki 
  -  Médaille d'or en relais 4 × 100m libre
  -  Médaille d'argent sur 200m brasse.
  -  Médaille d'argent sur 400m nage libre.

Elle participe aux Jeux olympiques d'été de 1956 en tant que nageuse belge, mais n'obtient pas de médailles.